# (1931) Čapek
(1931) Čapek est un astéroïde évoluant dans la ceinture principale, découvert le 22 août 1969 par l'astronome tchèque Luboš Kohoutek depuis l'observatoire de Hambourg.
Il est nommé en hommage à l'écrivain Karel Čapek.